# لوسيان إيمار
لوسيان إيمار (بالفرنسية: Lucien Aimar)‏ مواليد 28 أبريل 1941 في هييريس، فار، فرنسا، هو دراج فرنسي في صنف سباق الدراجات على الطريق. شارك في دورة الألعاب الأولمبية الصيفية.

## سباقات أو مراحل فاز بها
- طواف فرنسا

## روابط خارجية
- لوسيان إيمار على موقع أرشيف الدراجات (الإنجليزية)
- لوسيان إيمار على موقع إحصائيات الدراجات الإحترافية (الإنجليزية)
- لوسيان إيمار على موقع CycleBase (الإنجليزية)
- لوسيان إيمار على موقع أوليمبيديا (الإنجليزية)